# Бекетово (Ермекеевский район)
Бекетово (баш. Бекетов) — село в Ермекеевском районе Башкортостана, административный центр  Бекетовского сельсовета.

## Географическое положение
Расстояние до:
- районного центра (Ермекеево): 25 км,
- ближайшей ж/д станции (Приютово): 6 км.

## История образования
Исторические названия деревни: Ивановка, Ново-Бекетово. Дата возникновения деревни неизвестна. Первые жители деревни: крестьяне помещиков Бекетовых. В результате их разорения земли, прилегающие к деревне Бекетово, были заложены в Белебеевском отделении Крестьянского поземельного банка, а затем проданы переселенцам из деревень Никулино, Донской, Липиновки Щигровского уезда Курской губернии. Новоселы решились на переселение в Уфимскую губернию из-за нехватки земли на бывшей родине и поселились около 1880 г. Среди первых поселенцев был Ульян Иванович Хальзев и Сергей Иванович Посошков, купившие на деньги, собранные односельчанами, земли. Новую деревню назвали Донской. Постепенно обе деревни слились. Приблизительно до 1970-х годов одна часть деревни называлась Донской, вторая — Бекетово.

## Население
| 2002 | 2009 | 2010 |
| ---- | ---- | ---- |
| 512  | ↗525 | ↘477 |

Национальный состав
Согласно переписи 2002 года, преобладающие национальности —  башкиры (44 %), русские (32 %).